# 거제 옥산성
거제 옥산성(巨濟 玉山城)은 대한민국 경상남도 거제시 거제면, 수정봉에 있는 성 터이다. 1974년 2월 16일 경상남도의 기념물 제10호 옥산성지로 지정되었다가, 2018년 12월 20일 현재의 명칭으로 변경되었다.

## 개요
옥산성은 경상남도 거제시 거제읍 동산리 수정봉 정상에 쌓은 산성으로, 높이 4.7m, 둘레 778.5m이다. 수정같이 솟아있어 '수정봉성'이라고도 부른다.
성문 밖에 세워진 비석에 새긴 글에 의하면 조선 고종 10년(1873) 거제부사 송희승이 조정에 지방의 행정·경제·군사 중심지에 읍성을 쌓자고 건의하였다. 이에 왕은 거제의 읍터를 3번이나 옮겨서 백성의 부담이 너무 크다하여 허가하지 않았다. 그러자 송희승은 대신 수정봉에다 백성들을 강제로 동원하여, 8개월만에 성을 완성시켜 군기와 군량을 비축하고 해변방어의 거점으로 삼았다고 한다.
이후 송희승은 백성들의 강제동원 및 임금의 명령을 어긴 죄로 파직되었다.
동산리와 서상리를 연결하는 곳에 있는 성으로 동·서·남·북 4개의 문이 있고, 성안에는 우물이 있으며 비교적 잘 보존되어 있다.
이후 축성기록이 없어 사실상 조선의 마지막 산성으로 불린다.

## 현지 안내문
이 성은 거제면의 동쪽에 위치하는 계룡산의 수정봉 꼭대기 부분을 빙 둘러쌓은 테뫼식 산성으로, 수정봉성이라고도 부른다. 성문 밖에는 '옥산금성'이란 글씨가 새겨진 큰 암벽이 있고, 성내 동쪽에는 이 성을 쌓은 내력을 전해주는 비석이 있다. 비석의 내용에 의하면, 이성은 1873년(고종 10)에 당시 거제부서였던 송희승이 읍성을 쌓을 것을 조정에 건의하였으나 백성의 부담이 너무 크다 하여 허락하지 않았다. 그는 대신 수정봉에다 읍성을 쌓기로 하고, 주민을 강제로 동원하고 돈을 거두어 8개월만에 성을 완성하였다고 한다. 그러나 성을 쌓는과정에서 주민들에게 무리한 부담을 주었다 하여, 부사 송희성은 파직 당하였다고 한다.
산성은 둘레 778m, 높이 4.7m, 폭 3m로, 직경 40~80cm 정도의 자연석을 다듬어 산 능선의 굴곡을 따라 타원형으로 쌓아 올렸다. 성안의 요소에 누각과 무기고, 연못 등을 만들었으며 동,서,남,북 네 곳에 성문을 만들었다. 그리고 적과 정면으로 마주치게 되는 남쪽과 서쪽의 성문은 입구를 'ㄱ'가 ㅎ형의 또 다른 성으로 만들어 성문을 보호하였다. 옥산성은 비교적 보존이 잘 되어 있어 우리나라 산성 연구에 좋은 자료가 되고 있다.

## 같이 보기
- 수정봉

## 참고 자료
- 옥산성지 - 국가유산청 국가유산포털